# Willa przy ul. Podgórnej 3 w Prudniku
Willa przy ul. Podgórnej 3 w Prudniku – willa znajdująca się przy ul. Podgórnej 3 w Prudniku, na Jasionowym Wzgórzu.

## Historia

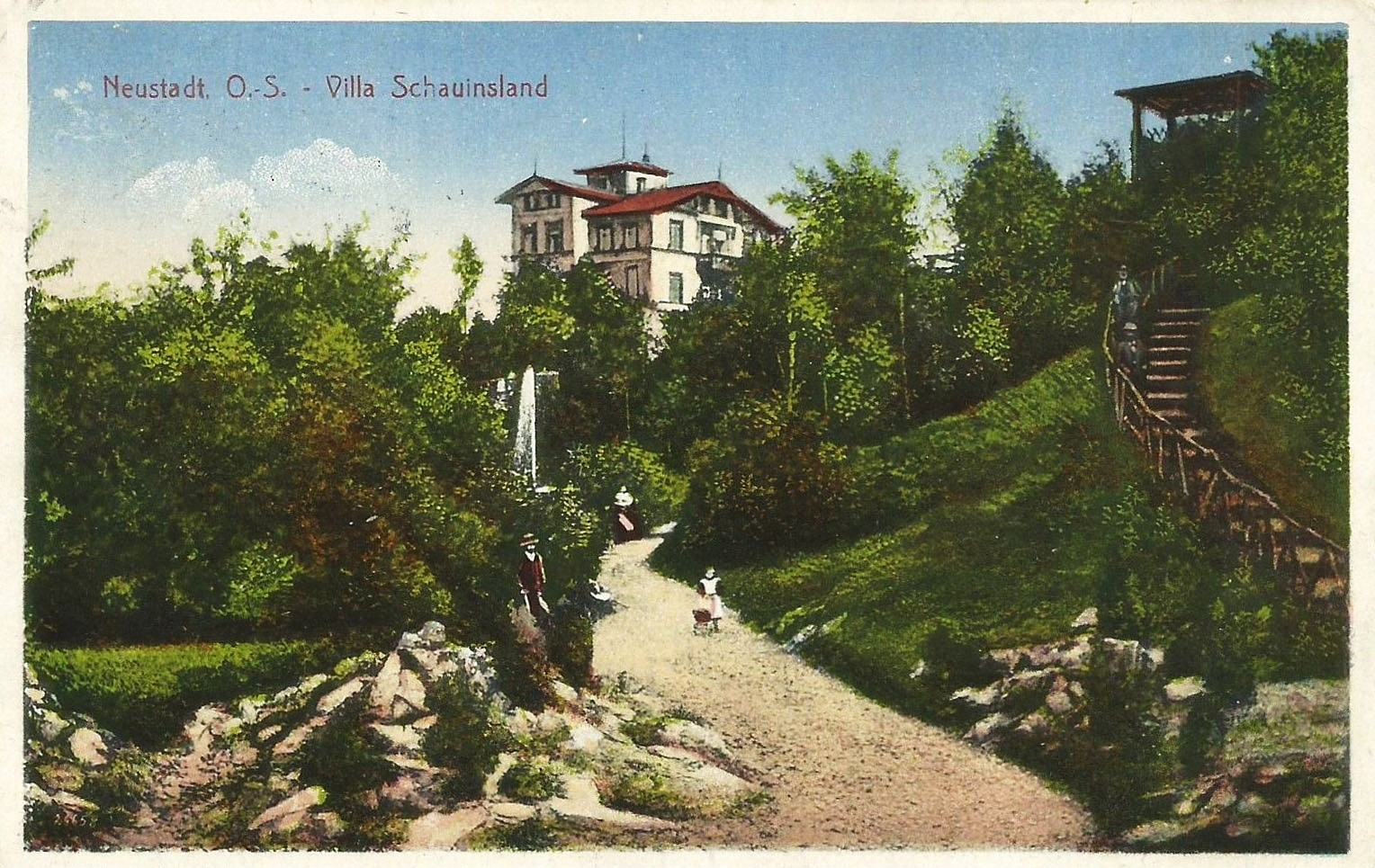
Kolorowane zdjęcie willi z 1913

W 1887 teren u podnóża willi, pełniący w przeszłości funkcję piaskowni, zakupił Carl Metzner. Założył on tamże plantację owoców jagodowych. Dwa lata później, w 1889 kupił willę od mistrza murarskiego Friedricha Augusta Knobla. Metzner był kominiarzem i mistrzem murarskim w gildii budowlanej w Prudniku. Był pierwszym przewodniczącym stowarzyszenia rzemieślników w Prudniku. Od 1887 do 1898 był członkiem Reichstagu z ramienia Niemieckiej Partii Centrum. Zamieszkiwał willę do 1906.
W latach 80. XX wieku, w związku z powstaniem osiedla bloków mieszkalnych na Jasionowym Wzgórzu, planowano utworzyć „ogród osiedlowy” (park) z kompleksem boisk w części dawnego założenia parkowego willi rozciągającym się między ulicami Wiejską i Lwowską. Ostatecznie z planów zrezygnowano, zamiast parku teren zaadaptowano na działki budowlane, gdzie powstały domy jednorodzinne.

## Architektura
Budynek znajduje się przy skrzyżowaniu ulic Podgórnej i Lwowskiej. Posiada wieżę. Przylega do niego dawne założenie parkowe. Był to zróżnicowany teren z pagórkami. Do czasów współczesnych zachowały się dwie sztuczne groty.